# Pierzchnica (gemeente)
De gemeente Pierzchnica is een landgemeente in het Poolse woiwodschap Święty Krzyż, in powiat Kielecki.
De zetel van de gemeente is in Pierzchnica.
Op 30 juni 2004 telde de gemeente 4781 inwoners.

## Oppervlakte gegevens
In 2002 bedroeg de totale oppervlakte van gemeente Pierzchnica 104,59 km², waarvan:
- agrarisch gebied: 76%
- bossen: 18%

De gemeente beslaat 4,65% van de totale oppervlakte van de powiat.

## Demografie
Stand op 30 juni 2004:
| Omschrijving                   | Totaal | Totaal | Vrouwen | Vrouwen | Mannen | Mannen |
| ------------------------------ | ------ | ------ | ------- | ------- | ------ | ------ |
| eenheid                        | aantal | %      | aantal  | %       | aantal | %      |
| inwoners                       | 4781   | 100    | 2380    | 49,8    | 2401   | 50,2   |
| bevolkingsdichtheid (inw./km²) | 45,7   | 45,7   | 22,8    | 22,8    | 23     | 23     |

In 2002 bedroeg het gemiddelde inkomen per inwoner 1444,11 zł.

## Aangrenzende gemeenten
Chmielnik, Daleszyce, Gnojno, Morawica, Raków, Szydłów
- Library of Congress Control Number: n2003102265
- Nationale Bibliotheek van Israël: 987007487041005171
- Virtual International Authority File: 129206192